# 孫清
孫清（1480年—？），字直卿，號平泉，直隶武清衛籍，浙江余姚人。明朝政治人物，弘治壬戌榜眼及第。官至山西副使。

## 生平
弘治十一年（1498年）順天府鄉試第一名（解元），弘治十五年（1502年）壬戌科會試第二十六名，第一甲第二名進士（榜眼），授翰林院編修，以士論不齒去官。结交武宗伶人臧贤，正德七年（1512年）六月起任陝西提學按察副使，九月以言官劾奏，降调贵州布政司右参议，仍食正四品俸，十年五月请进表，还至中途，疏陈有疾，不宜南方水土，调山西，十二年五月升副使，丁憂歸，卒
。

## 著作
弘治十一年（1498）孙清登临武清县凤台，作《凤台春晓》：
邑南半舍古遗台，闻道当年有凤来。
仰止若山临梵宇，高登如阜近僧斋。
城边芳草随时长，路侧幽花逐景开。
劳筑不知谁创始，一游一豫一舒怀。
- 《贺衍圣公袭爵》

遂有春明谒，真为昼锦行。
文星辞阙回，仙棹度河轻。
簪组由来盛，恩封此更荣。
归时应报我，庭桧几枝生。

## 家族
曾祖孫栖；祖父孫弜；父孫鈇，母陳氏；繼母徐氏。具庆下。兄孫澄。弟孫堪、孫墀。

## 延伸阅读
[在维基数据编辑]
 《明史卷二百九十七》，出自《明史》